# Merlinoit
Merlinoit (IMA-Symbol Mrl) ist ein selten vorkommendes Mineral aus der Mineralklasse der „Silikate und Germanate“ mit der idealisierten chemischen Zusammensetzung K5Ca2(Si23Al9)O64·24H2O und damit chemisch gesehen ein wasserhaltiges Kalium-Calcium-Aluminiumsilikat.
Merlinoit kristallisiert im orthorhombischen Kristallsystem und entwickelt faserige bis prismatische Kristalle bis etwa 4 mm Länge mit einem glasähnlichen Glanz auf den Oberflächen. Meist treten die Kristalle zu radialstrahligen bis kugeligen Mineral-Aggregaten zusammen. In reiner Form ist Merlinoit farblos und durchsichtig. Durch vielfache Lichtbrechung aufgrund von Gitterfehlern oder polykristalliner Ausbildung kann er aber auch durchscheinend weiß sein.

## Etymologie und Geschichte
Entdeckt wurde Merlinoit erstmals in Mineralproben aus dem Steinbruch Cava Cupaello bei Santa Rufina (Gemeinde Cittaducale) in der italienischen Provinz Rieti (Latium). Die Analyse und Erstbeschreibung erfolgte durch Elio Passaglia, Daria Pongiluppi und Romano Rinaldi, die das Mineral nach Stefano Merlino (* 1938), dem ehemaligen Professor für Kristallografie der Universität Pisa, benannten.
Passaglia, Pongiluppi und Rinaldi sandten ihre Untersuchungsergebnisse und den gewählten Namen 1976 zur Prüfung an die International Mineralogical Association (interne Eingangsnummer der IMA: 1976-046), die den Merlinoit als eigenständige Mineralart anerkannte. Die Erstbeschreibung wurde ein Jahr später im Fachmagazin Neues Jahrbuch für Mineralogie, Monatshefte veröffentlicht.
Das Typmaterial des Minerals wird im Museo Civico di Storia Naturale di Milano (deutsch städtisches Museum für Naturgeschichte; Kürzel MCSN oder MSNM) in Mailand unter den Inventarnummern 18078, M30350 und M23709 sowie im Istituto di Mineralogia e Petrografia dell’Università (IMUMo) in Modena (weniger als ein Gramm mit unbekannter Inventarnummer) aufbewahrt.

## Klassifikation
Da der Merlinoit erst 1976 anerkannt und dies erst 1977 publiziert wurde, ist er in der ebenfalls letztmalig 1977 überarbeiteten 8. Auflage der Mineralsystematik nach Strunz noch nicht aufgeführt.
In der zuletzt 2018 überarbeiteten Lapis-Systematik nach Stefan Weiß, die formal auf der alten Systematik von Karl Hugo Strunz in der 8. Auflage basiert, erhielt das Mineral die System- und Mineralnummer VIII/J.25-080. Dies entspricht der Klasse der „Silikate“ und dort der Abteilung „Gerüstsilikate“, wo Merlinoit zusammen mit Amicit, Flörkeit, Garronit-Ca, Garronit-Na, Gismondin, Gobbinsit, Harmotom, Martinandresit, Montesommait, Phillipsit-Ca, Phillipsit-K, Phillipsit-Na und Yugawaralith eine unbenannte Gruppe mit der Systemnummer VIII/J.25 bildet.
Die von der IMA zuletzt 2009 aktualisierte 9. Auflage der Strunz’schen Mineralsystematik ordnet den Merlinoit in die bereits feiner unterteilte Abteilung „Gerüstsilikate (Tektosilikate) mit zeolithischem H2O; Familie der Zeolithe“ ein. Diese ist zudem weiter unterteilt nach der Struktur der Silikatgerüste. Das Mineral ist hier entsprechend seinem Aufbau in der Unterabteilung „Ketten doppelt verbundener Vierer-Ringe“ zu finden, wo es als einziges Mitglied eine unbenannte Gruppe mit der Systemnummer 9.GC.15 bildet.
In der vorwiegend im englischen Sprachraum gebräuchlichen Systematik der Minerale nach Dana hat Merlinoit die System- und Mineralnummer 77.01.03.11. Das entspricht ebenfalls der Klasse der „Silikate“ und dort der Abteilung „Gerüstsilikate: Zeolith-Gruppe“. Hier findet er sich innerhalb der Unterabteilung „Echte Zeolithe“ in der Gruppe „Gismondin und verwandte Arten“, in der auch Gismondin, Amicit, Garronit, Gobbinsit, Harmotom, Phillipsit-Na, Phillipsit-Ca, Phillipsit-K, Perlialit, Paulingit-K, Paulingit-Na, Paulingit-Ca, Mazzit-Mg, Mazzit-Na und Montesommait eingeordnet sind.

## Chemismus
In der idealen, stoffreinen Zusammensetzung von Merlinoit (K5Ca2(Si23Al9)O64·24H2O) besteht das Mineral im Verhältnis aus 5 Teilen Kalium (K), 2 Teilen Calcium (Ca), 23 Teilen Silicium (Si), 9 Teilen Aluminium (Al), 88 Teilen Sauerstoff (O) und 48 Teilen Wasserstoff (H). Dies entspricht einem Massenanteil (Gewichtsprozent) von 7,46 Gew.-% K, 3,06 Gew.-% Ca, 24,65 Gew.-% Si, 9,26 Gew.-% Al, 53,72 Gew.-% O und 1,85 Gew.-% H.
Bei natürlichen Merlinoiten ist dagegen meist ein geringer Anteil des Kaliums durch Natrium (Na) und des Calciums durch Barium (Ba) und/oder Strontium (Sr) vertreten (Substitution, Diadochie). Auch der Anteil an Kristallwasser kann mitunter geringer sein. Daher wird die chemische Formel in verschiedenen Quellen als Mischformel mit (K,Na)5(Ca,Ba,Sr)2[Al9Si23O64]·20–23H2O oder vereinfacht auch mit (K,Ca,Na,Ba)7Si23Al9O64·23H2O angegeben.

## Kristallstruktur
Merlinoit kristallisiert in der orthorhombischen Raumgruppe Immm (Raumgruppen-Nr. 71) mit den Gitterparametern a = 14,12 Å; b = 14,23 Å und c = 9,95 Å sowie einer Formeleinheit pro Elementarzelle.

## Bildung und Fundorte

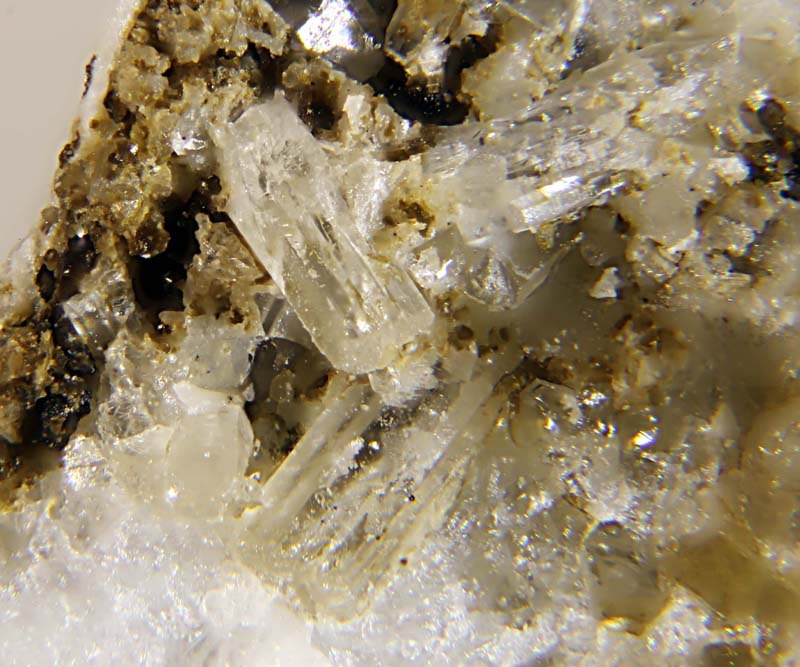
Merlinoit aus dem Steinbruch Höwenegg, Baden-Württemberg

An seiner Typlokalität im Steinbruch Cava Cupaello in Italien bildete sich Merlinoit sekundär in Hohlräumen von Kalsilit-Melilithit-Vulkangesteinen. In den Chibinen auf der russischen Halbinsel Kola fand sich das Mineral auch als Umwandlungsprodukt von kataklastischen Pegmatiten. Zudem wurde es in Mineralproben aus dem Indischen Ozean, genauer in Tiefsee-Sedimenten und Manganknollen entdeckt.
Als seltene Mineralbildung ist Merlinoit nur von wenigen Orten bekannt, wobei weltweit bisher rund 20 Vorkommen dokumentiert sind (Stand 2025). Es ist jedoch möglich, das Proben irrtümlich als Phillipsit deklariert wurden, da Merlinoit leicht mit diesem verwechselt werden kann. Außer mit Phillipsit kann Merlinoit noch in Paragenese mit Apophyllit, Chabasit und Calcit auftreten.
In Italien trat Merlinoit außer im Steinbruch Cava Cupaello bei Santa Rufina in der Provinz Rieti noch am Fosso Attici bei Magliano Romano und im Biachella-Tal bei Sacrofano in der Metropolitanstadt Rom (Latium) sowie in mehreren Steinbrüchen bei San Vito/Ercolano, Pollena Trocchia, Sant’Anastasia, Somma Vesuviana und Terzigno in der Metropolitanstadt Neapel (Kampanien) zutage.
In Deutschland kennt man das Mineral bisher unter anderem aus den Steinbrüchen Büchsenberg bei Achkarren und Höwenegg bei Immendingen in Baden-Württemberg, Zeilberg bei Maroldsweisach in Bayern, Nickel bei Unter-Widdersheim und am Gaulsberg bei Ortenberg in Hessen sowie Bramburg bei Adelebsen in Niedersachsen.
Weitere Fundorte liegen unter anderem in Frankreich, Island, Spanien im US-Bundesstaat Kalifornien.